# 菱形穀米螺
菱形穀米螺为裂螺科穀米螺屬下的一个种。